# Puliciphora decachete
Puliciphora decachete är en tvåvingeart som beskrevs av Schmitz 1958. Puliciphora decachete ingår i släktet Puliciphora och familjen puckelflugor. Inga underarter finns listade i Catalogue of Life.